# Palazzo Serughi
Palazzo Serughi è un edificio cinquecentesco situato nella città di Forlì. Sorge nella principale Piazza Saffi, all'incrocio di Corso della Repubblica, in quel tratto cittadino chiamato Trebbo o cantone di Mozzapiè o Mozzapiedi. Attualmente è sede della Camera di Commercio della provincia di Forlì-Cesena.

## Storia
Palazzo Serughi venne edificato nel 1576, quando la città si stava sviluppando verso sud-est, e apparteneva ad una famiglia i cui membri fanno parte della storia della città di Forlì, sin dal Quattrocento.
Lo stemma dei Serughi presente su di una lastra di marmo all'interno del palazzo rappresenta un'aquila nera in uno sfondo d'oro, banda turchina, rose bianche ed orso nero.
A partire dal 1802 l'edificio venne ristrutturato per la prima volta, su disegno di Ruffillo Righini. Altre modifiche e restauri vengono condotti fino al 1828. Tra il 1927 ed il 1928, un ulteriore intervento venne realizzato dall'ingegnere Leonida Emilio Rosetti.
Il palazzo ospitò dal 1930 il Caffè ad Macaron, che successivamente prese il nome di Caffè della Posta, frequentato dalla Forlì bene e aperto tutta la notte.

## Descrizione
Attualmente l'edificio si presenta con forme prettamente ottocentesche inserite su di un'architettura da edificio nobiliare del XVI secolo, di cui è possibile contemplare tracce in particolare nella parte restaurata al piano terra.
Adiacente alla costruzione, su corso della Repubblica, sorgeva Palazzo Fussi, demolito alla fine degli anni sessanta per permettere la costruzione un'ulteriore parte della Camera di Commercio. 
Nel corso di quest'ultimo restauro, realizzato tra il 1964 ed il 1973, su progetto dell'ingegnere Luciano Ravaglia, fu ristrutturato lo scalone settecentesco, scoperte ravvolte in cotto dell'ingresso e per il porticato soccorso della Repubblica.
Nel vestibolo d'entrata al pubblico della Camera di Commercio si trova un interessante altorilievo di ceramica policroma dell'artista romagnolo Angelo Biancini, rappresentante attività e mestieri connesse alla Camera di Commercio. Nella galleria antistante la stessa entrata nella Sala borsa sono collocati un secondo altorilievo di Biancini e una scultura in bronzo di Carlo Zauli.

## Il Trebbo[1]
L'area tra il Palazzo Serughi, il vicino Palazzo Talenti-Framonti e la chiesa del Suffragio, area storicamente molto frequentata da cittadini e forestieri, è tradizionalmente chiamata il Trebbo di Mozzapè. Poiché trebbo deriva dal latino trivium, il nome potrebbe essere tradotto Cantone di Mozzapiedi. L'origine di questo nome si perde, però, nella notte dei tempi.
Proprio per l'afflusso costante di persone nel Trebbo, Angelo Damerini aprì qui la prima edicola forlivese per la vendita di giornali, esattamente sotto il loggiato del Palazzo Talenti-Framonti, detto Loggia dei Signori (1884).